# Шобаир, Ахмед
Ахмед Шобаир (араб. أحمد شوبير‎; 28 сентября 1960, Танта) — египетский футболист, вратарь. Всю карьеру провёл в египетском клубе «Аль-Ахли».

## Карьера

### Клубная
В 1980 году Шобаир подписал профессиональный контракт с командой из Каира «Аль-Ахли», в котором он сыграл все 16 шестнадцать сезонов своей карьеры. С этим клубом он выиграл по несколько раз Чемпионат Египта, Кубок Египта, а также в африканской Лиге чемпионов и Кубок обладателей кубков.

### Сборная
С 1985 года и до конца своей карьеры играл в составе сборной Египта по футболу.
Наивысшим достижением в сборной является участие на чемпионате мира 1990 года в Италии, где на групповом этапе они уступили англичанам, а также сыграли вничью со сборными Нидерландов и Ирландии.

### Политическая
Ахмед Шобаир пробовал себя и в политической карьере. Он был в составе Парламента Египта, куда был избран в 2005 году от своего родного города Танта.

## Достижения

### Аль-Ахли
- Чемпионат Египта (9): 1980/81, 1981/82, 1984/85, 1985/86, 1986/87, 1988/89, 1993/94, 1994/95, 1995/96
- Кубок Египта (9): 1980/81, 1982/83, 1983/84, 1984/85, 1988/89, 1990/91, 1991/92, 1992/93, 1995/96
- Лига чемпионов КАФ (1): 1987
- Кубок обладателей кубков КАФ (4): 1984, 1985, 1986, 1993